# Луцій Емілій Павло Македонський
Луцій Емілій Павло Македонський (лат. Lucius Aemilius Paulus Macedonicus; близько 229 до н. е. — 160 до н. е.) — політичний, державний і військовий діяч Стародавнього Риму, двічі консул , видатний воєначальник.

## Родина
Луцій Емілій Павло Македонський народився близько 229 до н. е. Його батьком був Луцій Емілій Павло, консул, якого було вбито у битві при Каннах у 216 до н. е. Луцій Емілій походив з гілки Еміліїв Павлів давнього патриціанського роду Еміліїв. Вплив цього роду був неосяжним, зокрема завдяки його вдачі та союзу з Корнеліями Сципіонами. Луцій Емілій Павло Македонський був батьком Сципіона Еміліана Африканського і братом Емілії Терції, дружини Сципіона Африканського

## Рання кар'єра
До 195 до н. е. його тричі було обрано військовим трибуном, був квестором.
У 194 до н. е. призначений одним з триумвірів для заснування колонії в Кротоні. Після завершення військової служби, Емілія Павла у 193 до н. е. його обрано curule aedile — курульним еділом Він виграв вибори у 12 суперників. На цій посаді, разом з колегою Марком Лепідом, засудив низку скотопромисловців за зловживання суспільними землями і на стягнені кошти прикрасив храм Юпітера, побудував два портика. Близько 192 до н. е. увійшов до колегії авгурів.
Наступним кроком у його cursus honorum було обрання претором у 191 до н. е. Під час перебування на цій посаді Павло вирушив до провінції Іспанія, де у 190-189 до н. е. отримав проконсульські повноваження.
Упродовж 191-189 до н. е. воював проти лузитанів, спочатку зазнав поразки у битві при Ліконі, але потім одержав вирішальну перемогу і відновив порядок у провінції, проявивши при цьому справедливість та безкорисливість.
У 189 до н. е. увійшов до складу комісії з десяти легатів для розгляду азійських справ і укладання мирного договору з царем Антіохом. Ця комісія протистояла проконсулу Гнею Манлію Вульсону, який провокував конфлікт з Антіохом і самочинно розв'язав війну проти галатів. У 187 до н. е. від імені комісії виступив порти надання йому тріумфу.
Повернувшись до Риму, Емілій Павло почав добиватися консульства, але тричі програвав вибори. Розповідаючи про вибори 185 року до н. е., Тит Лівій називав Павла «досвідченим здобувачем, який вважав, що має тим більше право на консульство, що один раз йому вже було в ньому відмовлено» .
Вперше обрано консулом у 182 до н. е.; другим, молодшим консулом став Гней Бебій Тамфіл. Обидва консули відправилися до Лігурії, де вдало вели воєнні дії.
У 181 до н. е. їхні повноваження були продовжені, й Емілій Павло вирушив у похід проти лігурійців-інгавнів. Противник осадив його табір, але римляни зробили несподівану вилазку і здобули перемогу, після якої все плем'я здалося. Після повернення до Риму отримав тріумф.
Згідно Плутарху, Луцій Емілій «багаторазово виявляв недвозначне бажання знову отримати посаду консула» і один раз висунув свою кандидатуру, але програв вибори. Після цього він відмовився від участі в політиці, зосередившись на своїх жрецьких обов'язках і вихованні синів.
У 171 до н. е. входив до складу комісії з розслідування здирства римських намісників у Дальній Іспанії, але, з чуток, сам перешкоджав засудженню звинувачуваних.

## Луцій Емілій Павло та Македонія

### Третя Македонська війна
Третя Македонська війна розпочалася у 171 до н. е., коли македонський цар Персей розбив римську армію під керівництвом Публія Ліцинія Красса у битві при Калліцині. Протягом двох років війна точилася з перемінним успіхом для обох сторін, аж поки у 168 до н. е. консулом не було вдруге обрано Луція Емілія Павла. Як консула його призначив сенат для вирішення македонського питання. Здійснивши усі необхідні приготування до війни, навесні Емілій Павло відплив до Македонії до римської армії, яка перебувала біля Геракліона. За допомогою обхідного маневру він змусив македонське військо відступити до Підни і там 22 червня 168 до н. е. здобув переконливу перемогу. Напередодні битви відбулося місячне затемнення, що злякало воїнів в обох арміях. Згідно Цицерону, римлян заспокоїв, пояснивши їм суть явища, військовий трибун Гай Сульпиций Галл; за іншими джерелами, він навіть передбачив затемнення і все пояснив війську заздалегідь. У македонців була перевага в чисельності: 40 000 піхотинців і 4 тисячі вершників проти 26 000 римлян. Проте Персей довго не починав битву, розраховуючи, що атакувальною стороною стануть римляни. Луцій Емілій зі свого боку теж вичікував. Нарешті, ввечері македонська фаланга рушила в бій і добилася великих успіхів. 
 Битва вже зав'язалася, коли з'явився Емілій і побачив, що македонці в перших лініях встигли встромити вістря своїх саріссамі в щити римлян і, таким чином, стали недосяжні для їхніх мечів. Коли ж і всі інші македонці за обумовленим сигналом разом відвели щити від плеча і, взявши списа напереваги, стійко зустріли натиск римлян, йому стала зрозуміла вся сила цього зімкнутого ладу, що грізно наїжився; ніколи в житті не бачив він нічого страшнішого і тому відчув переляк і замішання, і нерідко згодом згадував про це видовище і про враження, яке воно залишило. — Плутарх, Емілій Павло
Римляни, хоча і не почали тікати, були витіснені до свого табору і до гори Олокр. Але незабаром ситуація почала змінюватися: бій швидко перетворилося на бійню, до якої приєднався римський флот. Сильна македонська кіннота так і не взяла участь в битві, що зробило перемогу римлян ще повнішою. 20 тисяч македонців були вбиті, ще 11 тисяч потрапили в полон. Цар Персей втік до Самофракії, але незабаром здався римлян у полон і був доставлений до Емілія Павла. Третю Македонську війну було завершено.

### Пізніші роки
У 167 до н. е. залишився у Македонії на посаді проконсула; здійснив подорож до Греції. Разом з комісією децемвірів врегулював справи в Македонії та Греції, задовольнив скарги грецьких держав-союзників, та, аби показати приклад, наказав вбити 500 македонців, відомих своєю прихильністю царю Персею. Також він відправив багато людей у вигнання до Італії та конфіскував їх скарби в ім'я Риму, але, згідно з Плутархом, забрав значну частину трофеїв собі.
При поверненні до Риму в 167 до н. е., солдати були незадоволені своєю долею награбованого, тому, щоб задовольнити їх, Емілій Павло вирішив зробити зупинку в Епірі, країні, яка підозрювалася у симпатіях до Македонії. Хоча в Епірі вже було відновлено мир, Павло, згідно з наказом сенату, віддав на пограбування 70 його міст; 150 000 людей були захоплені в рабство і країна залишилася спустошеною.
Повернення Павла до Риму було розкішним. Захопивши нечувану здобич у Македонії та Епірі й полонивши самого македонського царя, Емілій Павло мав ефектний тріумф, попри те, що його солдати були незадоволені рішенням командувача повністю передати казну Персея державі й намагалися завадити призначенню його тріумфу. Проте тріумф все ж таки відбувся 28 листопада-30 листопада 167 до н. е. Здобич у македонській війні була настільки великою, що в Римі з того часу припинилося стягнення трибуту. Як жест визнання, Сенат нагородив Луція Емілія Павла агноменом (прізвиськом) Македонський (Macedonicus). То була вершина його кар'єри.

## Останні роки життя і смерть
У 164 до н. е. обіймав посаду цензора. У 162 до н. е. ймовірно був інтеррексом. Наприкінці життя Луцій Емілій Павло Македонський тяжко хворів. Хвороба то наступала, то відступала. Емілій Павло навіть провів певний час в Елеї Італійській, відновлюючи здоров'я. Згодом він повернувся до Риму і навіть приніс жертву богам. Проте хвороба несподівано ускладнилась і Емілій Павло помер у 160 р. до н. е. Про великі почесті для Емілія Павла і про любов народу до нього розповів Полібій, описуючи похорони : 
Самі похорони його гідні захоплення: ревне участь всіх присутніх вшанувало доблесть покійного найпрекраснішими і завидними похоронними дарами. То було не золото, не слонова кістка, не показна пишність оздоблення, але душевна схильність, повага і любов не тільки співгромадян, а й противників. Усі іспанці, лігури і македонці, скільки їх не було тоді в Римі, зібралися навколо похоронного одра, молоді та сильні підняли його на плечі й понесли, а люди старшого віку рушили слідом, називаючи Емілія благодійником і рятівником їх рідній землі. — Плутарх, Емілій Павло. 

## Нащадки Луція Емілія Павла Македонського
Вперше Луцій Емілій Павло одружився з Папірією Масонією, донькою консула 231 року до н. е. Гая Папірія Масона, з якою він згодом розлучився з невідомої причини. Від цього шлюбу в нього було четверо дітей: два сина та дві доньки. Старша донька, Емілія Павла Перша, ймовірно, стала дружиною сина Марка Порція Катона, а молодша, Емілія Павла Секунда, вийшла заміж за Елія Туберона, багатія з плебейської родини. Згідно з римськими істориками, Емілій Павло розлучився з дружиною, коли їхній молодший син був ще дитиною, звідси розлучення мало місце у 183-182 роках до н. е. попри це, його було обрано консулом у 182 році до н. е. тоді Павло одружився вдруге, ім'я його другої дружини невідоме. У цьому шлюбі народилося ще двоє синів, старший народився близько 181 року до н. е., а молодший — близько 176 року до н. е. Також, в Емілія Павла, ймовірно, народилася ще одна донька, Емілія Терція.
Приблизно між 175 та 170 роком до н. е. він віддав двох старших синів на всиновлення до інших родин: старшого всиновив Квінт Фабій Максим, він став Квінтом Фабієм Максимусом Еміліаном, вступаючи таким чином до роду Фабіїв. Молодшого сина, який, ймовірно, спершу носив ім'я Луцій, всиновив його ж двоюрідний брат Публій Корнелій Сципіон, старший син і спадкоємець Публія Корнелія Сципіона Африканського, і він став Публієм Корнелієм Сципіоном Еміліаном.
Після того, як старші сини були всиновлені двома найвпливовішими патриціанськими родинами Риму, Емілій Павло розраховував на те, що двоє молодших продовжать його династію, але сподівання були марними. Обидва сини померли ще у дитинстві, один за одним, в той час, коли Павло святкував свій тріумф. За Полібієм, старшому з цих дітей було 14, а молодшому 9 років; їхні імена в історії не збереглися.
По смерті Емілія Павла його сини Квінт Фабій Максим Еміліан та Публій Корнелій Сципіон Еміліан отримали його майно у спадок згідно із заповітом, хоча юридично вони вже не належали до Еміліїв Павлів. Сципіон віддав свою частку старшому братові, оскільки той був менш заможний. Друга дружина Емілія Павла (її ім'я залишилося невідомим) забрала свій посаг, продавши деяке майно чоловіка (Лівій та Полібій стверджують, що Павло помер відносно бідним, і що його здобич після македонської кампанії була невеликою).
Із смертю Луція Емілія Павла Македонського лінія Еміліїв Павлів згасла, хоча двоє нащадків і вижили. Старший, Фабій Еміліан, згодом став консулом і мав щонайменше одного сина, який в свою чергу у 121 році до н. е. став консулом Фабієм Аллобрігіком. Молодший, відомий під іменем Сципіона Еміліана, помер, не залишивши нащадків. З-поміж дочок старша була матір'ю двох консулів, а молодша донька — матір'ю консула Квінта Елія Туберона.